# Берёзовка (приток Святицы)
Берёзовка — река в Кировской области России, левый приток Святицы (бассейн Волги). Протекает в Зуевском и Фалёнском районах. Устье реки находится в 24 км по левому берегу Святицы. Длина реки составляет 21 км.
Исток реки на Красногорской возвышенности у деревни Блиновская. Генеральное направление течения — северо-восток и восток. Верхнее течение проходит по Зуевскому району, среднее и нижнее — по Фалёнскому. Населённых пунктов на реке нет. Притоки — Ходыриха, Крупеница (правые); Сосновка (левый).
Впадает в Святицу неподалёку от села Малахи.

## Данные водного реестра
По данным государственного водного реестра России относится к Камскому бассейновому округу, водохозяйственный участок реки — Чепца от истока до устья, речной подбассейн реки Вятка. Речной бассейн реки — Кама.